# Physalaemus moreirae
Physalaemus moreirae es una especie de ránidos de la familia Leptodactylidae.

## Distribución geográfica
Se encuentra en Brasil. 